# XI milenio y más allá

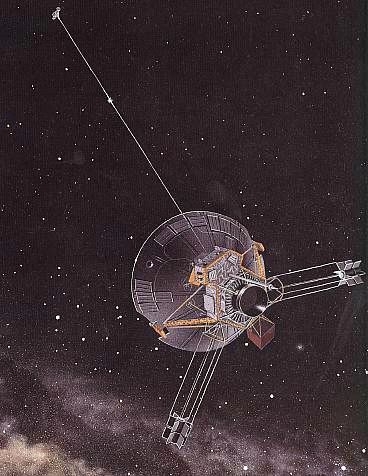
Dibujo que muestra la sonda Pioneer 11 a miles de millones de kilómetros de la Tierra.

 El XI milenio y más allá comprende el período a partir del 1 de enero del año 10001 de nuestra era. Se han hecho algunas predicciones que conciernen a este tiempo futuro. Las mismas van desde predicciones astronómicas hasta hechos de ciencia ficción.

## Predicciones astronómicas
Esta sección contiene numerosas predicciones astronómicas peculiares y que se esperan ocurran con posterioridad al año 10000.

### Mensaje de Arecibo
- 25000: el mensaje de radio interestelar enviado en 1974 por el radiotelescopio de Arecibo llega a su destino, el cúmulo globular M13, también conocido como Cúmulo de Hércules.

### Estrellas de Orión
- 11800: La estrella de Barnard hace su aproximación más cercana al planeta Tierra, 3,8 años luz.[4]

### Órbita terrestre
- c. 12000: La oblicuidad de la Tierra alcanza un máximo, cercano a los 22.º
- c. 14000: Vega se convierte en Estrella Polar.
- c. 28000: La excentricidad de la órbita terrestre alcanza un mínimo, cercano a 0.

### Voyager 1 y 2
- En 40 000 años la sonda Voyager 1 estará a 1,6 años-luz de AC+79 3888, una estrella de la constelación de Camelopardalis.[5]
- En 296 000 años, la sonda Voyager 2 pasará a 4,3 años luz de Sirio, la estrella más brillante de nuestro cielo.[5]

### Reentradas de satélites
- 52025: Se espera que la cápsula del tiempo KEO haga su reentrada.[6][notas 1]

### Coincidencias de los nodos de los planetas
- 12720: Coincidencia de los nodos de Mercurio y Venus.
- 67730: Coincidencia de los nodos de Mercurio y Venus.

### Tránsitos

#### Tránsitos y eclipses simultáneos
- 20 de agosto de 10663: Eclipse anular/total de Sol simultáneo y tránsito de Mercurio.
- 25 de agosto de 11268: Eclipse total de Sol simultáneo y tránsito de Mercurio.
- 28 de febrero de 11575: Eclipse anular de Sol simultáneo y tránsito de Mercurio.
- 5 de abril de 15232: Eclipse total de Sol simultáneo y tránsito de Venus.
- 20-21 de abril de 15790: Eclipse anular de Sol simultáneo y tránsito de Mercurio.

#### Tránsitos simultáneos de Mercurio y Venus
- 17 de septiembre de 13425: Tiene lugar en un intervalo de 9 horas el tránsito de Mercurio y Venus.
- 26 de julio de 69163: Tránsito simultáneo de Mercurio y Venus.
- 27-28 de marzo de 224508: Tránsito simultáneo de Mercurio y Venus.

#### Tránsitos de Urano y Neptuno
- octubre de 38172: Tránsito de Urano desde Neptuno.
- mayo de 38175: Tránsito de Urano desde Neptuno.

#### Otros tránsitos simultáneos
- 13 de noviembre de 2236: durante el tránsito de Mercurio se producirá un eclipse parcial de Luna.
  - 571741: Tránsito simultáneo de Venus, la Tierra y la Luna visto desde Marte.[7]

### Ocultaciones de estrellas brillantes por planetas

#### 10001–11000
- 1 de noviembre de 10032: Venus oculta a Regulus.
- 9 de noviembre de 10494: Venus oculta a Regulus.
- 5 de octubre de 10674: Mercurio oculta Aldebarán.
- 16 de noviembre de 10956: Venus oculta a Regulus.
- 28 de abril de 10974: Ceres oculta Antares.

#### 11000–12000
- 11 de diciembre de 11398: Mercurio oculta a Regulus.
- 18 de noviembre de 11418: Venus oculta a Regulus.

#### 12000–13000
- 28 de julio de 12063: Marte oculta a Regulus.
- 5 de diciembre de 12115: Venus oculta a Regulus.
- 23 de diciembre 12233: Mercurio oculta a Regulus.
- 10 de enero 12308: Marte oculta a Regulus.
- 30 de julio 12347: Marte oculta a Regulus.
- 15 de diciembre 12812: Venus oculta a Regulus.

#### 13000–14000
- 9 de febrero de 13189: Mercurio oculta a Regulus.
- 25 de enero de 13207: Marte oculta a Regulus.
- 28 de noviembre de 13534: Mercurio oculta a Aldebarán.
- 11 de enero de 13595: Mercurio oculta a Regulus.
- 29 de diciembre de 13744: Venus oculta a Regulus.

#### 14000–15000
- 18 de enero de 14121: Mercurio oculta a Regulus.
- 11 de marzo de 14161: Venus oculta a Regulus.
- 22 de enero de 14384: Mercurio oculta a Regulus.
- 10 de agosto de 14619: Marte oculta a Regulus.
- 26 de enero de 14647: Mercurio oculta a Regulus.
- 29 de enero de 14910: Mercurio oculta a Regulus.

#### Posteriores al 15000
- 18 de abril de 22767: Ceres oculta a Aldebarán.
- 1 de agosto de 23527: Palas oculta a Cástor.
- 1 de enero de 40529: Ceres oculta a Aldebarán.
- 7 de enero de 41367: Ceres oculta a Aldebarán.

### Eventos posteriores al año un millón

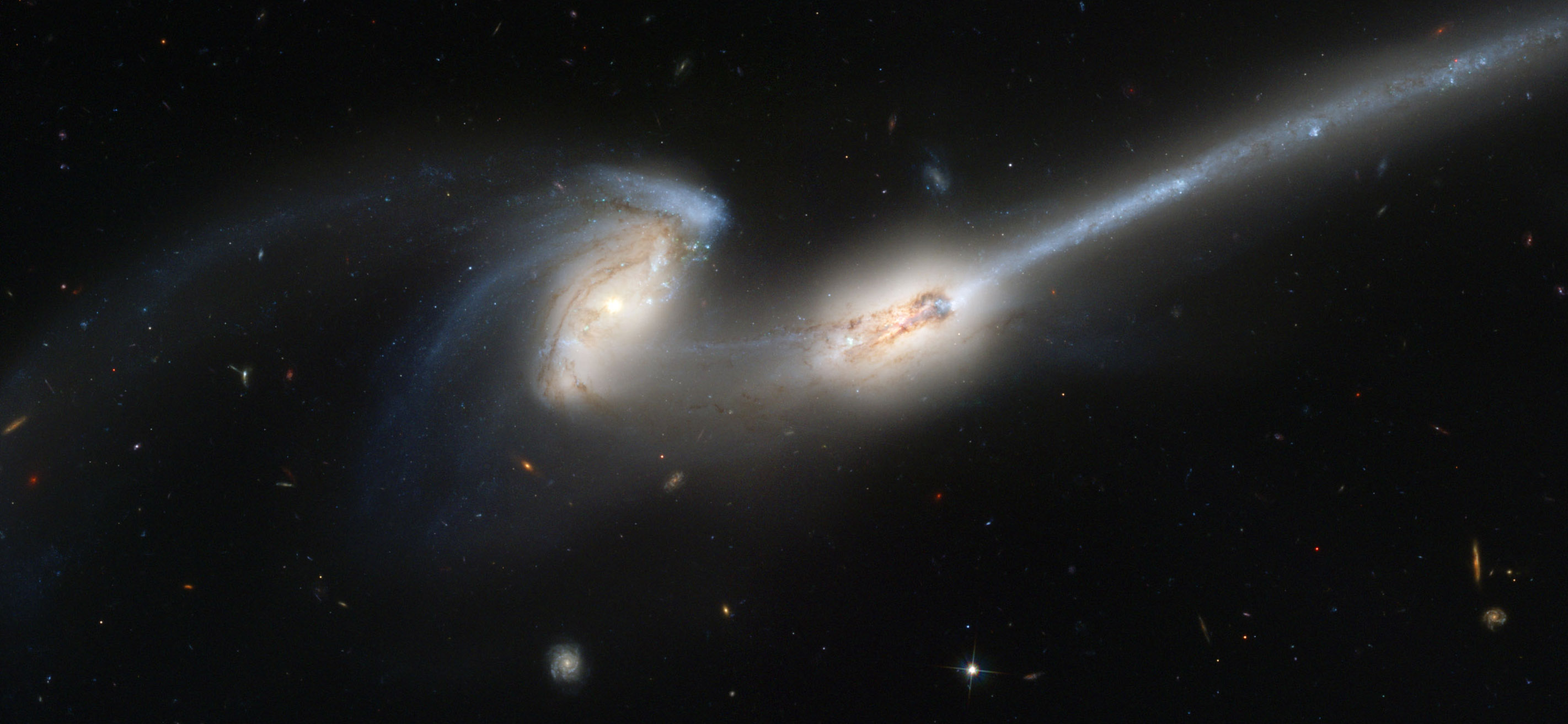
Los Ratones, un par de galaxias en colisión. El destino de la Vía Láctea y Andrómeda será similar, dentro de unos 3 800 000 000 de años.

Existen muchas teorías y modelos distintos sobre nuestro universo, su pasado, presente y futuro. Por ello, los eventos listados a continuación pueden no ser definitivos, completos o consistentes entre ellos.
- ~1.69 millones: la sonda Pioneer 10 pasara cerca de la estrella de Aldebaran.
- ~8 millones: La cápsula del tiempo LAGEOS 2 hace su reentrada a la atmósfera terrestre.[8]
- ~600 millones: Se producirán los últimos eclipses totales de Sol y la Luna se alejará de la órbita terrestre.
- ~1600 millones: Posible extinción total de la vida en la Tierra.[9]
- ~3800 millones: La Vía Láctea colisiona con la galaxia de Andrómeda según las predicciones, para acabar formando una única galaxia elíptica.[10][11]
- ~5000 millones: El Sol se convierte en una gigante roja ocupando las órbitas de los planetas internos, engullendo Mercurio, Venus y posiblemente la Tierra.[12][13] La vida en la Tierra, si para entonces aún existe, sería destruida junto con el planeta.
- 8000 millones: El Sol se convierte en una enana blanca del tamaño de la Tierra.
- 14000 millones: El Sol progresivamente se hará una enana negra.
- 1024 (un cuatrillón): Según la teoría de la muerte térmica, la más probable, para este año todas las estrellas se convertirán, dependiendo de su masa, en agujeros negros, estrellas de neutrones y enanas negras, a medida que agoten su combustible.
- 1032 (cien quintillones): Poco antes de este año, según la Teoría de Gran Unificación, los protones y neutrones se desintegrarán, con lo que toda la materia tal y como la conocemos se descompondrá en partículas más elementales como electrones y neutrinos.
- 10100(un googol): Finalmente la temperatura del universo se acercará al cero absoluto y la última fuente de energía será la de los agujeros negros, que según la radiación de Hawking dejan escapar energía lentamente al exterior. Después de este año los agujeros negros habrán agotado casi toda su energía, hasta que se acabe completamente.

Una teoría mantiene que el universo detendrá su expansión y comenzará a contraerse para finalmente terminar en un Big Crunch (Gran Crujido, en contraposición al Big Bang o Gran Estallido), en el cual el universo colapsará en una singularidad. Otra teoría postula que el universo experimentará un Big Rip, donde la expansión del universo se hace tan violenta que el espacio-tiempo se desgarra. Una tercera teoría anticipa que el universo continuará expandiéndose indefinidamente dirigiéndose hacia la muerte térmica.

## Religión
- 428899: El último año de la Kali Yuga, la actual y última de las cuatro Yugas hindúes (eras hindúes).

## Eventos en la Tierra
- ~13000: en la Tierra ocurrirá la  próxima glaciación, con glaciares cubriendo la mitad de Norteamérica, la mitad de Europa y gran parte de Asia, tomando únicamente en cuenta los ciclos de milanković.
- ~22000: la zona de exclusión de Chernóbil se vuelve habitable.[notas 2]
- 28 de mayo de 60056 a las 05:36:10.9551616 UTC: El rango de fecha del NTFS se desborda (264 x 100 nanosegundos desde el 1 de enero de 1601).
- ~1 000 000: se estima que para esta época ocurrira una erupción supervolcanica al nivel de la ocurrida hace 74 mil años en el Lago Toba (ubicado en la actual Indonesia).
- 4 de diciembre del año 292277026596 a las 15:30:08 UTC: Se vuelve a presentar el Y2K y el tiempo Unix de 64 bits se resetea a cero.
- 18 de abril del año 5391559471918239497011222876596 a las 16:02:08 UTC: El tiempo Unix de 128 bits se resetea a cero.

## Ciencia ficción
- 10000: La serie Futurama dice que en este año Nueva York será finalmente destruida, probablemente por Tokio según los comentaristas.
- 10000: En la serie animada UnderWorld, intentando regresar a julio de 2003 (Un mes antes del Armagedón Nuclear), Andrew y Ethan viajan por error unos minutos al año 10000, en el cual la humanidad esta casi extinta y vive como en la antigüedad en convivencia con los Dragónes.
- 12000: Se desarrollan los eventos del anime Eureka Seven.
- ~12000: Se desarrollan aproximadamente los sucesos del Universo de la Fundación, la serie de novelas del escritor Isaac Asimov.
- ~14000: Suceden los hechos del videojuego Splatoon.
- 16195: es cuando comienzan los eventos de la reciente serie de HBO Dune: Prophecy.
- ~22000: En la trilogía de películas Godzilla: Planeta de Monstruos, la humanidad al descubrir la energía nuclear despierta a monstruos gigantes que se alimentan de radiación incluyendo a Godzilla los cuales acaban con la civilización, los humanos entran en contacto con extraterrestres y después algunos sobrevivientes se van con ellos en una nave al espacio a la velocidad de la luz en búsqueda de otro planeta, para los tripulantes pasan 20 años pero para la Tierra fueron 20.000 años.
- ~23000: Eve Online se desarrolla en otra galaxia llamada Nuevo Edén en donde la humanidad se divide en 5 facciones con culturas distintas, el videojuego nos explica que los humanos colonizaron otros planetas a lo largo de nuestra galaxia pero en el camino encuentran un agujero de gusano que conducía a otra galaxia, la cual es llamada Nuevo Edén, después de varios siglos el portal se cierra dejando solos y sin muchos recursos a los habitantes de Nuevo Edén, pero logran sobrevivir.
- 26358: Comienzan los eventos principales de la saga de películas de Dune y las novelas homónimas de Frank Herbert, con el protagonista Paul Atreides y su familia llegando al planeta desértico Arrakis.[16]
- La Trama del juego de estrategia Warhammer 40000 se desarrolla en el milenio 41, donde la humanidad ha conquistado las estrellas formando El Imperio de la Humanidad en el cual su emperador es visto como el héroe que unió a la humanidad y su único dios, pero ahora el imperio esta en guerra constantemente contra extraterrestres y traidores al imperio, la galaxia está dividida en dos por una cicatriz formada por una fuerza cósmica llamada la disformidad en la cual están los Dioses del Caos e incontables demonios.
- El viajero del tiempo de la serie animada Gravity Falls, proviene del lejano año 207012 época en la que el mundo y el universo son dominados por el Bebe del Tiempo.
- En el 252525 en Futurama la humanidad vive como en la Edad Media.
- 802701: El protagonista de la novela La máquina del tiempo, y sus adaptaciones de cine The Time Machine (1960) La máquina del tiempo (2002) detiene el vehículo cuando llega a ese año al recobrar la consciencia tras sufrir un golpe al subir a su máquina, que hace que esta recorra siglos y milenios ininterrumpidamente.
- ~5 millones: en Futuro salvaje, ocurre otra glaciación en la Tierra.
- ~5 millones: En los eventos de una de las dos líneas de tiempos conocidas de la Secuencia de Xeelee, es la época a la que llegan unas naves generacionales a través de un agujero de gusano al sistema solar en que descubren que la energía del Sol y otras estrellas del universo está siendo absorbida por unos seres que habitan dentro de ellas llamados Pájaros Fónicos que están provocando que estas enbejezcan más rápido pero los Xeelee (unos extraterrestres muy antiguos que van más allá de una civilización de tipo 3) tratan de evitar todo esto.
- 8 millones: En las novelas y relatos cortos de Clark Ashton Smith, lo que queda de la humanidad vive en el último continente Zothique, la sociedad a decaído a niveles similares a los de la Edad Media.
- ~10 millones: en el libro Evolución Futura, la Tierra se vuelve un mundo extraño al estar aun dominado por los humanos y habitado por los pocos animales que pudieron sobrevivir incluidos ratas y serpientes.
- ~40 millones: En la novela del artista C.M Kosemen All Tomorrows, siglos después de la colonización de Marte la humanidad se encuentran con una especie extraterrestre llamada Qu, entran en guerra y los humanos pierden siendo transformados por los Qu en criaturas extrañas como castigo, la mayoría sin inteligencia en los muchos planetas que los humanos habían colonizado. 40 millones de años después los que abandonan dichos planetas dejando en ellos monumentos y las criaturas evolucionan por su cuenta.
- ~50 millones: es cuando se desarrollan los extraños animales del libro After Man.
- ~100 millones: en Futuro salvaje, la Tierra es un mundo acuático y muy cálido, después el episodio termina con una catastrófica extinción masiva.
- ~200 millones: Es cuando terminan los acontecimientos de Futuro salvaje, con la formación de una nueva pangea
- 500 millones: En la novela de ciencia ficción de Stephen Baxter, los últimos descendientes de la humanidad viven en una relación simbiótica con árboles parecidos a los borametz de las leyendas, en las planicies rojizas y de aspecto similar a las de Marte que cubren Pangea última.
- La historia de All Tomorrows concluye 1000 millones de años en el futuro con todos los descendientes de la humanidad ya extintos por razones desconocidas y con un extraterrestre agarrando un cráneo humano.
- 1000 millones: En Futurama se muestra que se extingio toda la vida en la Tierra.
- 2 mil millones: La novela Last and First Men de Olaf Stapledon, los Primeros Hombres (humanos modernos) evolucionaron en otras 17 especies secuencialmente durante estos cientos de millones de años, los Decimoctavos Hombres son los últimos y los más avanzados de todos ellos además de que no viven en la Tierra sino en Neptuno, Urano y Júpiter. Al final del libro en esta fecha, los últimos hombres se extinguen y el sistema solar es destruido por una supernova que choco con el Sol.
- 5 mil millones: época en la que terminan los eventos de una línea de tiempo alternativa de La Secuencia de Xeelee conformada por las novelas Xeelee: Venganza y Xeelee: Redención.